# Ризький 11-й драгунський полк
Ризький 11-й драгунський полк (рос. дореф. 11-й драгунскій Рижскій полкъ)  — кавалерійський полк Російської імператорської армії. Старшинство — 27 січня 1709 року. Полкове свято — 1 жовтня (старий стиль), Покрова Пресвятої Богородиці. Дислокація — Кременець Волинська губернія. Під час своєї історії був також кінно-гренадерським (1756—1763, з перервою), кірасирським (1762; 1796—1801) та карабінерним (1763—1796).

## Історія
- 27 січня 1709 р. — сформований під Полтавою з гренадерських рот Московського, Володимирського, Сибірського, Невського, Архангелогородського, Ростовського, Вятського, Смоленського, Новотроїцького, Ярославського драгунських полків. Полковник Гаврило Семенович Кропотов. При формування полк нараховував 32 офицери, 1.108 нижніх чинів и 959 коней.
- 16 лютого 1727 р. Суздальський драгунський полк (по місцю квартирування).
- 16 листопада 1727 р. — Драгунський полковника Кропотова полк.
- 8 березня 1730 р. — полку присвоєно герб.
- 11 листопада 1727 р. Ризький драгунський полк.
- 30 березня 1756 р. — Ризький кінно-гренадерський полк
- 19 лютого 1762 р. — Ризький кірасирський полк.
- 25 квітня 1762 р. — Кірасирський генерал-майора Олексія Мельгунова полк.
- 5 липня 1762 р. — Ризький кінно-гренадерський полк
- 15 жовтня 1798 р. — кірасирський генерал-майора Міллера 2-го полк.
- 7 травня 1800 р. — кірасирський генерал-лейтенанта Принца Олександра Віртембергського полк.
- 9 вересня 1800 р. — кірасирський полковника Хомякова полк.
- 31 березня 1801 р. — Ризький кірасирський полк.
- 31 липня 1801 р. — Ризький драгунський полк.
- 6 травня 1806 р. — ввійшов до складу 5 дивізії. Квартирування у м. Веліж

## Участь у бойових діях

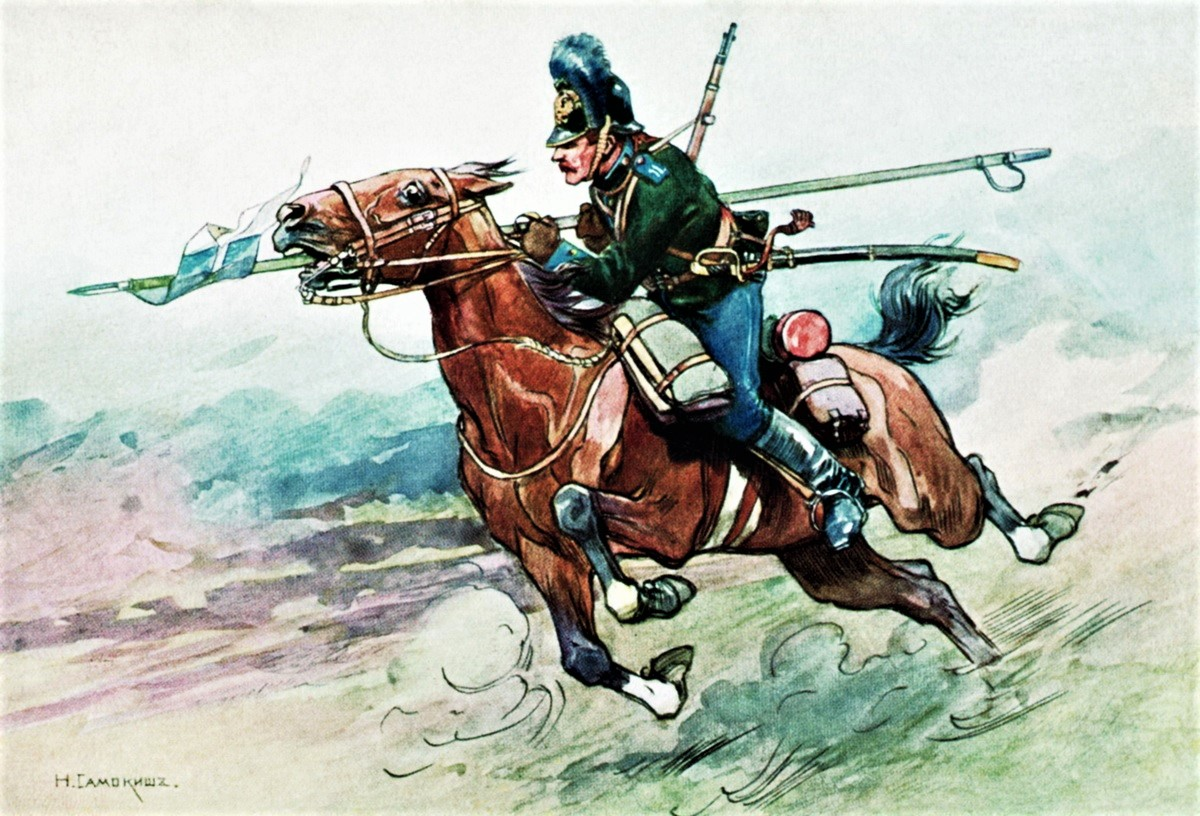
Рядовий полку (1900-ті)

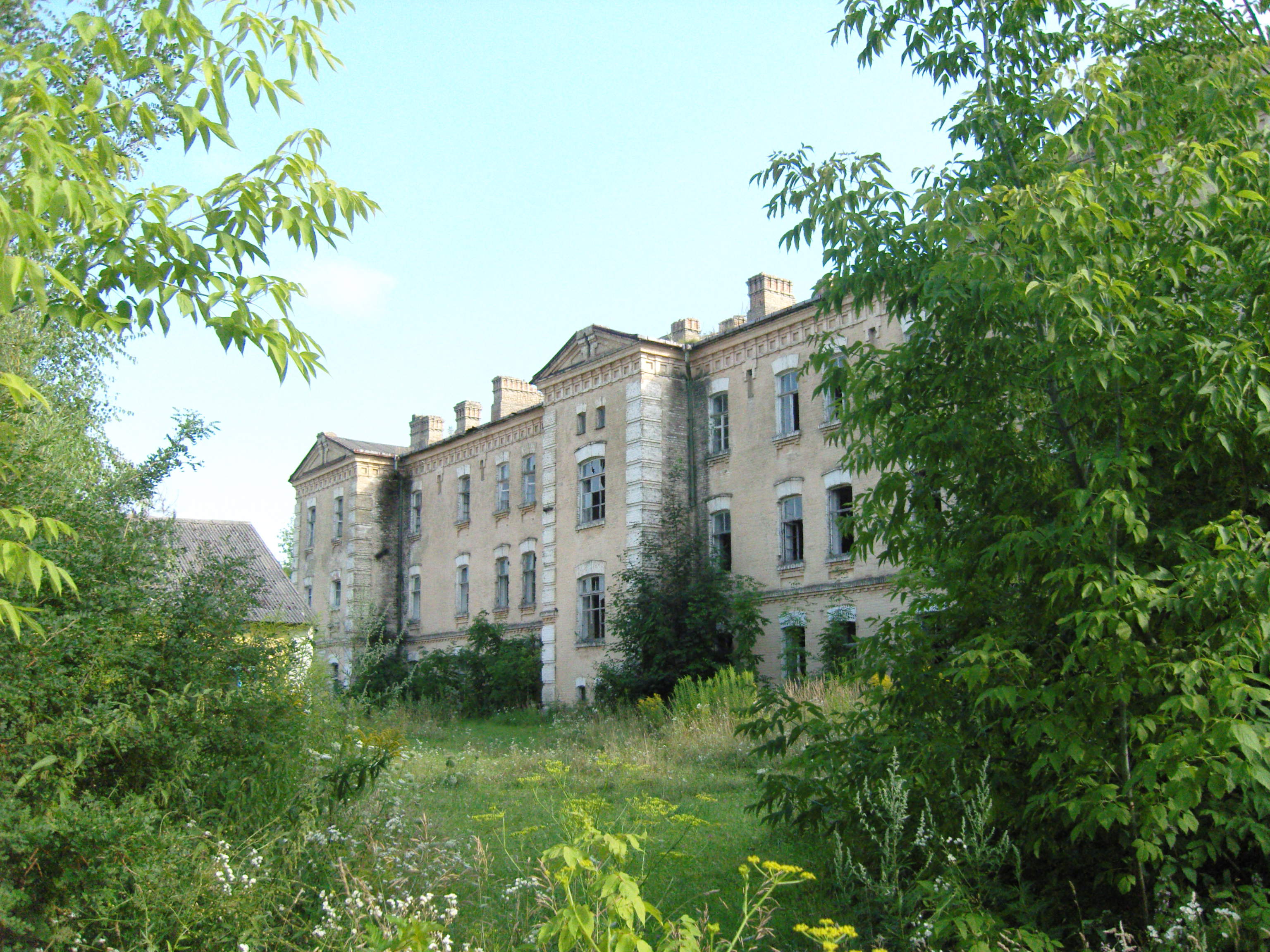
Будівля казарм полку у 2009, Білокриниця, Кременецький район Тернопільської області (споруджені на початку ХХ століття)

1709 р. — Північна війна, битва під Полтава, бойові дії в Польщі, битва під Одолянами.
- 1711 р. — Прутський похід.
- 1737 р. участь у штурмі Очаків.
- 1757 р. — Семилітня війна: при Вільно, Грос — Єгерсдорф.
- 1768—1774 — російсько-турецька война:
  - 1769 р. — Хотин.
  - 1770 р. — Дарга, Захист Молдавія, взяття Бухарест.
  - 1771 — бої під Журжою; бої біля монастиря Вокарешти; під Бухарестом.
  - 1773 р. — штурм Сілістрії
- 1794 р. — подавлення польське повстання.
- 1806 р. Французька війна в Остроленке
- 1807 р. — битва біля Прейсиш-Ейлау.
- 1812 р. — Вітчизняна війна
  - 16 червня 1812 р.— участь в бою при Вількомірі
  - 19 липня 1812 р. — участь в бою при Клястіцах
  - 20 липня 1812 р.— участь в бою при Соколище (Боярщина)
  - 5 серпня 1812 р. — участь в бою при Пресмениці
  - 6 — 7 жовтня 1812 р.— участь в битві при Полоцьк
  - 14 жовтня 1812 р.— участь в бою при містечку Ворни (Варни)
  - 18-19 жовтня 1812 р. — участь в бою при Чашниках
  - 26 жовтня 1812 р. — участь в бою при Вітебськ
- 26 грудня 1812 р.— участь в осаді фортеці Пілау (Прусія)
- 1813 р. — Закордонний похід. Бої під Гальберштадт, битва біля Двиневіце
  - 26 травня 1813 р. — бій під містечком Тау

## У білогвардійському русі
грудень 1918 р. — сформований ескадрон полку у складі Зведеного кавалерійського полку Добровольча армія Одеського району
1 травня 1919 р. — перетворений в 3-й кінний полк. Брав участь у Бредовському поході.
8 серпня 1920 р. — по прибуттю в Крим ескадрон полку входив в 7-й, а з 22-го серпня 1920 р. — до складу 2-го кавалерійського полку.
9 жовтня 1920 р. — ескадрон відряджений до складу стрілецького полку 2-ї кавалерійської дивізії. Загинув 30 жовтня біля с. Мамут під Джанкой.

## Відзнаки

### Бойові нагороди за 1812-1814 роки
- Георгіївські труби з написами «За хоробрість в бою проти Французьких військ при м. Гільберштадті 18 травня 1813 р.» (2 червня 1813) [3];
- Георгіївські штандарти, з написами «У відплату відмінних подвигів наданих у минулу кампанію». (19 листопада 1814) [3].

## Однострій

### Франко-російська війна 1812 року
На період Франко-російської війни 1812 року, драгуни мали темно-зелений мундир піхотного крою, але з коротшими фалдами у 4 вершки. Обшлаги були круглі, як у кірасирів. Відвороти фалд, були як на піхотних мундирах. Погони та обшлаги мундирів, при борного сукна за полком. Коміри мундирів були приборного сукна, чи темно-зелені з облямівкою приборного кольору. Металеві елементи мундирів були золоті чи срібні в залежності від полку. Панталони драгунів були білого кольору, вузькі, суконні. Драгунські шинелі, були як у кірасирів, за виключенням того, що погони та комір, були того ж кольору, як і на мундирі. Каски драгуни використовували такі ж як і кірасири, з орлом. Кашкети темно-зеленого кольору мали околю кольору відповідного до коміру мундиру і мали нашитий номер ескадрону і облямівку згідно номеру ескадрону.
Унтер-офіцери мали знаки розрізнення, як у кірасирських унтер-офіцерів, у вигляді нашивок з галуну по вільному краю коміра та обшлагу .
Офіцери поза строєм мали можливість носити темно-зелені панталони та сюртуки. Еполети драгунів як і кірасирів були за піхотним зразком, але вони як і у гвардії були вкриті золотим чи срібним полем.
При загальновживаному драгунському однострої, ризькі драгуни мали приборне сукно та коміри червоні, а металеві деталі одностроїв були золоті.

## Шефи
- 25 квітня 1762 — 5 червня 1762: генерал-майор Мельгунов Олексій Петрович.
- 3 грудня 1796 — 26 лютого 1797: генерал-поручник барон Петер-Людвіг фон дер Пален
- 26 лютого 1797 — 11 вересня 1797: генерал-майор Сабуров Іван Федорович.
- 11 вересня 1797 — 16 жовтня 1798: генерал-майор Ширай Степан Михайлович.
- 16 жовтня 1798 — 7 травня 1800: генерал-майор Міллер Петро Борисович 2-й.
- 7 травня 1800 — 9 вересня 1800: генерал-лейтенант (з 14.08.1800 генерал від кавалерії) герцог Вюртембергський Олександр - Фрідріх-Карл.
- 9 вересня 1800 — 10 вересня 1800: генерал-майор Хом’яков Григорій Опанасович.
- 10 вересня 1800 — 1 вересня 1814: генерал від кавалерії герцог Вюртембергський Олександр - Фрідріх-Карл.
- 25 червня 1827 — 8 липня 1833: генерал від кавалерії герцог Вюртембергський Олександр - Фрідріх-Карл.
- 22 вересня 1845 — 5 березня 1847: генерал від кавалерії Потапов Олексій Миколайович.
- 3 липня 1856 — 5 травня 1894: велика княгиня Катерина Михайлівна.

## Командири
- 27.01.1709-15.03.1719 – полковник (з 1709 бригадир) Кропотов Гаврило Семенович
- 15.03.1719-24.01.1726 – полковник князь Щербатов Осип Іванович
- 24.05.1726-15.12.1731 – полковник Тімашов Сава Олексійович
- 15.12.1731-01.09.1736 – полковник Кропотов Андрій Семенович
- 09.12.1736-24.01.1739 – полковник Кропотов Максим Іванович
- 09.05.1739-17.09.1742 – полковник князь Долгорукий Володимир Петрович
- 04.10.1742-25.12.1755 – полковник Оліц Петро Іванович
- 03.03.1763-22.09.1767 – полковник (з 18.05.1766 бригадир) Давидов Іван Іванович
- 01.01.1770-07.03.1775 – полковник (з 1773 бригадир) Леонтьєв Михайло Миколайович
- 24.10.1775-07.08.1781 – полковник (потім бригадир) Єлагін Василь Іванович
- 21.04.1787-03.12.1796 – полковник (з 25.03.1791 бригадир, з 01.01.1795 генерал-майор) Обрєзков Олександр Васильович 1-й
- 24.10.1798-11.03.1799 – полковник Левіз Федір Федорович
- 17.04.1799-07.05.1800 –підполковник (з 17.07.1799 полковник) Ростовський Олександр Андрійович
- 17.05.1800-21.08.1800 – генерал-майор Міллер Петро Борисович 2-й
- 13.10.1800-05.04.1801 – полковник Ростовський Олександр Андрійович
- 05.04.1801-02.10.1802 – генерал-майор Пушкін Олексій Михайлович
- 03.10.1802-16.05.1803 – полковник Лешерн-фон-Герценфельд Карл Карлович
- 12.11.1803-26.12.1807 – полковник (з 24.05.1807 генерал-майор) Ростовський Олександр Андрійович
- 13.01.1808-08.01.1813 – генерал-майор Балк Михайло Дмитрович
- 30.08.1816-06.12.1816 – полковник Семек Сава Якович
- 1820 – полковник Розенбаум
- 1839 – полковник Лєбєдь Йосип Якович
- 06.05.1854-08.09.1855 – полковник Врангель Микола Єрмолайович
- 23.11.1867-27.07.1875 – полковник Гільдебрант Платон Іванович
- 05.05.1881-17.05.1889 – полковник фон Адеркас Володимир Вікторович
- 17.05.1889-15.12.1894 – полковник Бобильов Федір Нілович
- 22.12.1894-28.03.1900 – полковник Шеманін Дмитро Якович
- 19.04.1900-09.09.1904 – полковник барон фон дер Остен-Дрізен Олександр Олександрович
- 21.09.1904-11.05.1909 – полковник Синіцин Григорій Іванович
- 11.05.1909-11.05.1911 – полковник Ракшанін Віктор Йосипович (Йосипович)
- 11.05.1911-30.01.1916 – полковник Яковлєв Іван Іванович
- 08.02.1916-після 01.08.1916 – полковник Тупальський Карл-Болеслав Владиславович

## Служили в полку
Пучковський Олександр Іванович — полковник Армії УНР. У складі полку брав участь у І світовій війні.